# Gran Premio motociclistico di Germania 1999
Il Gran Premio motociclistico di Germania 1999 corso il 18 luglio, è stato il nono Gran Premio della stagione 1999 e ha visto vincere la Suzuki di Kenny Roberts Jr nella classe 500, Valentino Rossi nella classe 250 e Marco Melandri nella classe 125.

## Classe 500

### Arrivati al traguardo
| Pos | Nº | Pilota                   | Squadra                   | Motocicletta | Giri | Tempo     | Griglia | Punti |
| --- | -- | ------------------------ | ------------------------- | ------------ | ---- | --------- | ------- | ----- |
| 1   | 10 | Kenny Roberts Jr         | Suzuki Grand Prix         | Suzuki       | 31   | 45:59.732 | 1       | 25    |
| 2   | 3  | Àlex Crivillé            | Repsol Honda              | Honda        | 31   | +0.338    | 10      | 20    |
| 3   | 6  | Norick Abe               | Antena 3 Yamaha-D'Antin   | Yamaha       | 31   | +5.669    | 8       | 16    |
| 4   | 4  | Carlos Checa             | Marlboro Yamaha           | Yamaha       | 31   | +5.737    | 4       | 13    |
| 5   | 19 | John Kocinski            | Kanemoto Honda            | Honda        | 31   | +20.316   | 5       | 11    |
| 6   | 26 | Haruchika Aoki           | F.C.C. TSR                | TSR-Honda    | 31   | +27.848   | 9       | 10    |
| 7   | 31 | Tetsuya Harada           | Aprilia Grand Prix Racing | Aprilia      | 31   | +31.016   | 7       | 9     |
| 8   | 5  | Alex Barros              | MoviStar Honda Pons       | Honda        | 31   | +35.425   | 2       | 8     |
| 9   | 15 | Sete Gibernau            | Repsol Honda              | Honda        | 31   | +35.909   | 14      | 7     |
| 10  | 14 | Juan Bautista Borja      | MoviStar Honda Pons       | Honda        | 31   | +37.124   | 18      | 6     |
| 11  | 24 | Garry McCoy              | Red Bull Yamaha WCM       | Yamaha       | 31   | +42.252   | 16      | 5     |
| 12  | 17 | Jurgen van den Goorbergh | Biland GP1                | MuZ Weber    | 31   | +44.278   | 13      | 4     |
| 13  | 55 | Régis Laconi             | Red Bull Yamaha WCM       | Yamaha       | 31   | +45.020   | 12      | 3     |
| 14  | 22 | Sébastien Gimbert        | Tecmas Honda Elf          | Honda        | 31   | +46.454   | 19      | 2     |
| 15  | 52 | David De Gea             | Maxon TSR                 | TSR-Honda    | 31   | +1:05.990 | 20      | 1     |
| 16  | 68 | Mark Willis              | Proton KR Modenas         | Modenas KR3  | 31   | +1:06.346 | 21      |       |
| 17  | 18 | Markus Ober              | Dee Cee Jeans Racing      | Honda        | 31   | +1:28.717 | 22      |       |

### Ritirati
| Nº | Pilota         | Squadra           | Motocicletta | Giri | Griglia |
| -- | -------------- | ----------------- | ------------ | ---- | ------- |
| 8  | Tadayuki Okada | Repsol Honda      | Honda        | 14   | 11      |
| 69 | James Whitham  | Proton KR Modenas | Modenas KR3  | 9    | 17      |
| 21 | Michael Rutter | Millar Honda      | Honda        | 4    | 23      |
| 9  | Nobuatsu Aoki  | Suzuki Grand Prix | Suzuki       | 3    | 15      |
| 7  | Luca Cadalora  | Biland GP1        | MuZ Weber    | 1    | 3       |
| 2  | Max Biaggi     | Marlboro Yamaha   | Yamaha       | 1    | 6       |

## Classe 250

### Arrivati al traguardo
| Pos | Nº | Pilota              | Squadra                    | Motocicletta | Giri | Tempo     | Griglia | Punti |
| --- | -- | ------------------- | -------------------------- | ------------ | ---- | --------- | ------- | ----- |
| 1   | 46 | Valentino Rossi     | Aprilia Grand Prix Racing  | Aprilia      | 30   | 44:49.622 | 1       | 25    |
| 2   | 1  | Loris Capirossi     | Elf Axo Honda Gresini      | Honda        | 30   | +0.148    | 3       | 20    |
| 3   | 6  | Ralf Waldmann       | Aprilia Germany            | Aprilia      | 30   | +9.030    | 6       | 16    |
| 4   | 56 | Shin'ya Nakano      | Chesterfield Yamaha Tech 3 | Yamaha       | 30   | +12.295   | 4       | 13    |
| 5   | 7  | Stefano Perugini    | Fila Watches Honda         | Honda        | 30   | +18.391   | 10      | 11    |
| 6   | 14 | Anthony West        | Shell Advance Honda        | TSR-Honda    | 30   | +18.553   | 16      | 10    |
| 7   | 12 | Sebastián Porto     | Semprucci Biesse-Group     | Yamaha       | 30   | +19.201   | 11      | 9     |
| 8   | 19 | Olivier Jacque      | Chesterfield Yamaha Tech 3 | Yamaha       | 30   | +19.637   | 9       | 8     |
| 9   | 66 | Alex Hofmann        | Racing Factory             | TSR-Honda    | 30   | +22.149   | 12      | 7     |
| 10  | 37 | Luca Boscoscuro     | Polini                     | TSR-Honda    | 30   | +35.995   | 14      | 6     |
| 11  | 23 | Julien Allemand     | Tecmas Honda Elf           | TSR-Honda    | 30   | +44.097   | 15      | 5     |
| 12  | 44 | Roberto Rolfo       | Vasco Rossi Racing         | Aprilia      | 30   | +45.011   | 19      | 4     |
| 13  | 34 | Marcellino Lucchi   | Docshop Racing             | Aprilia      | 30   | +45.254   | 8       | 3     |
| 14  | 11 | Tomomi Manako       | Yamaha Kurz Aral           | Yamaha       | 30   | +47.452   | 13      | 2     |
| 15  | 36 | Masaki Tokudome     | Dee Cee Jeans Racing       | TSR-Honda    | 30   | +47.559   | 22      | 1     |
| 16  | 17 | Maurice Bolwerk     | Rizla Honda                | TSR-Honda    | 30   | +1:25.355 | 21      |       |
| 17  | 81 | Mike Baldinger      | Klingels Baumaschine       | TSR-Honda    | 30   | +1:25.473 | 20      |       |
| 18  | 10 | Fonsi Nieto         | Antena 3 Yamaha-D'Antin    | Yamaha       | 29   | +1 giro   | 26      |       |
| 19  | 85 | Matthias Neukirchen | Docshop Racing             | Aprilia      | 29   | +1 giro   | 29      |       |
| 20  | 41 | Jarno Janssen       | Rizla Honda                | TSR-Honda    | 29   | +1 giro   | 24      |       |
| 21  | 84 | Dirk Heidolf        | Freudenberg Racing         | Honda        | 29   | +1 giro   | 28      |       |
| 22  | 22 | Lucas Oliver Bultó  | Yamaha Kurz Aral           | Yamaha       | 29   | +1 giro   | 23      |       |
| 23  | 83 | Christian Gemmel    | Kiefer GmBH Racing         | Honda        | 29   | +1 giro   | 30      |       |
| 24  | 58 | Matias Rios         | PR2 Mitsubishi             | Aprilia      | 29   | +1 giro   | 27      |       |

### Ritirati
| Nº | Pilota            | Squadra                 | Motocicletta | Giri | Griglia |
| -- | ----------------- | ----------------------- | ------------ | ---- | ------- |
| 9  | Jeremy McWilliams | QUB Team Optimum        | Aprilia      | 12   | 5       |
| 21 | Franco Battaini   | FGF Battaini Racing     | Aprilia      | 5    | 2       |
| 82 | Dirk Brockman     | Speed Unit              | Honda        | 3    | 31      |
| 15 | David García      | Antena 3 Yamaha-D'Antin | Yamaha       | 3    | 25      |
| 4  | Tōru Ukawa        | Shell Advance Honda     | Honda        | 2    | 7       |
| 24 | Jason Vincent     | Padgetts HRC Shop       | Honda        | 1    | 17      |

### Squalificato
| Nº | Pilota          | Squadra    | Motocicletta | Griglia |
| -- | --------------- | ---------- | ------------ | ------- |
| 16 | Johan Stigefelt | Edo Racing | Yamaha       | 18      |

## Classe 125

### Arrivati al traguardo
| Pos | Nº | Pilota             | Squadra                  | Motocicletta | Giri | Tempo     | Griglia | Punti |
| --- | -- | ------------------ | ------------------------ | ------------ | ---- | --------- | ------- | ----- |
| 1   | 13 | Marco Melandri     | Benetton Playlife        | Honda        | 29   | 44:13.126 | 1       | 25    |
| 2   | 7  | Emilio Alzamora    | Via Digital Team         | Honda        | 29   | +0.182    | 2       | 20    |
| 3   | 5  | Lucio Cecchinello  | Givi Honda LCR           | Honda        | 29   | +0.720    | 7       | 16    |
| 4   | 15 | Roberto Locatelli  | Vasco Rossi Racing       | Aprilia      | 29   | +1.449    | 3       | 13    |
| 5   | 6  | Noboru Ueda        | Givi Honda LCR           | Honda        | 29   | +19.138   | 11      | 11    |
| 6   | 4  | Masao Azuma        | Benetton Playlife        | Honda        | 29   | +19.267   | 9       | 10    |
| 7   | 8  | Gianluigi Scalvini | Inoxmacel Fontana Racing | Aprilia      | 29   | +21.524   | 4       | 9     |
| 8   | 23 | Gino Borsoi        | Semprucci Biesse-Group   | Aprilia      | 29   | +23.276   | 12      | 8     |
| 9   | 16 | Simone Sanna       | Polini                   | Honda        | 29   | +23.652   | 14      | 7     |
| 10  | 21 | Arnaud Vincent     | C.C. Valencia            | Aprilia      | 29   | +23.897   | 16      | 6     |
| 11  | 54 | Manuel Poggiali    | Kappa Racing             | Aprilia      | 29   | +24.086   | 15      | 5     |
| 12  | 26 | Ivan Goi           | Matteoni Racing          | Honda        | 29   | +29.091   | 8       | 4     |
| 13  | 32 | Mirko Giansanti    | Kappa Racing             | Aprilia      | 29   | +30.875   | 17      | 3     |
| 14  | 78 | Klaus Nöhles       | Speed Unit               | Honda        | 29   | +31.576   | 6       | 2     |
| 15  | 12 | Randy de Puniet    | Scrab Competition        | Aprilia      | 29   | +32.348   | 13      | 1     |
| 16  | 10 | Jerónimo Vidal     | C.C. Valencia            | Aprilia      | 29   | +33.643   | 10      |       |
| 17  | 17 | Steve Jenkner      | Marlboro Team ADAC       | Aprilia      | 29   | +43.119   | 19      |       |
| 18  | 18 | Reinhard Stolz     | Polini                   | Honda        | 29   | +47.707   | 23      |       |
| 19  | 1  | Kazuto Sakata      | M.T.P. - Team Pileri     | Honda        | 29   | +1:01.204 | 18      |       |
| 20  | 29 | Ángel Nieto Jr     | Via Digital Team         | Honda        | 29   | +1:01.456 | 26      |       |
| 21  | 80 | Maik Stief         | Motorrad B.U.S.          | Honda        | 29   | +1:02.028 | 27      |       |
| 22  | 76 | Phillipp Hafeneger | Granol IMT Racing        | Honda        | 29   | +1:02.220 | 30      |       |
| 23  | 79 | Dirk Reissmann     | Docshop Racing           | Aprilia      | 29   | +1:09.100 | 29      |       |

### Ritirati
| Nº | Pilota               | Squadra              | Motocicletta | Giri | Griglia |
| -- | -------------------- | -------------------- | ------------ | ---- | ------- |
| 77 | Jarno Müller         | ADAC Junior          | Honda        | 24   | 24      |
| 20 | Bernhard Absmeier    | Mayer-Rubatto Racing | Aprilia      | 21   | 20      |
| 41 | Yōichi Ui            | Festina-Derbi        | Derbi        | 20   | 5       |
| 44 | Alessandro Brannetti | Future Strategies    | Aprilia      | 6    | 28      |
| 11 | Max Sabbatani        | Matteoni Racing      | Honda        | 6    | 22      |
| 22 | Pablo Nieto          | Festina-Derbi        | Derbi        | 0    | 25      |

### Non partito
| Nº | Pilota         | Moto    | Griglia |
| -- | -------------- | ------- | ------- |
| 9  | Frédéric Petit | Aprilia | 21      |